# 2002年ソルトレークシティオリンピックのイギリス選手団
2002年ソルトレークシティオリンピックのイギリス選手団（2002ねんソルトレークシティオリンピックのイギリスせんしゅだん）は、2002年2月8日から2月24日までアメリカ合衆国ユタ州のソルトレイクシティで開催された2002年ソルトレークシティオリンピックのイギリス選手団、およびその競技結果。

## 概要
今大会は金メダル1個と銅メダル1個の合計2個のメダルを獲得した。
カーリングでは女子チームが金メダルを獲得した。イギリスチームがカーリングで金メダルを獲得するのは1924年シャモニー・モンブランオリンピック以来、78年ぶり。

## メダル
| メダル | 選手名                                                                                               | 競技       | 種目 |
| ------ | --- | ---------- | ---- |
| 金     | ローナ・マーティン デビー・ノックス フィオナ・マクドナルド ジャニス・ランキン マーガレット・モートン | カーリング | 女子 |
| 銅     | アレックス・クーンバー                                                                               | スケルトン | 女子 |